# Antonio Gómez del Moral
Antonio Gómez del Moral, né le 15 novembre 1939 à Cabra (province de Cordoue, Andalousie) et mort le 14 juillet 2021, est un ancien coureur cycliste espagnol. Professionnel de 1960 à 1972, il a notamment remporté trois étapes du Tour d'Espagne, une étape du Tour d'Italie 1967 et le Tour de Catalogne (1965). Son frère José a également été cycliste professionnel.

## Palmarès
- 1958
  - 3e étape du Tour de Bilbao
- 1960
  - 5e étape du Tour d'Espagne
  - 12e étape du Tour du Portugal
  - 1rea et 2e étapes du Tour de Catalogne
  - 3ea et 4ea étapes du Tour du Levant
  - 3e du Tour du Portugal
- 1961
  - 2e étape du Tour d'Andalousie
  - 1reb étape du Tour du Levant
  - 2e du Tour d'Andalousie
  - 2e du Grand Prix de Navarre
  - 2e du Trofeo Jaumendreu
  - 5e du Tour d'Espagne
- 1962
  - Tour de l'Avenir :
    - Classement général
    - 10e étape

  - 9e étape du Tour d'Espagne
  - 9e du Critérium du Dauphiné libéré
- 1963
  - 8e du Tour d'Espagne
  - 9e du Critérium du Dauphiné libéré
- 1964
  - Tour du Levant
  - 5e étape du Tour du Portugal
  - 7eb étape du Tour de Catalogne
  - 2e du Trofeo Masferrer
  - 6e du Tour de Suisse
- 1965
  -  Champion d'Espagne sur route
  - Tour de Catalogne :
    - Classement général
    - 6eb étape

  - Trofeo Mallorca
  - Circuit de Getxo
  - 3e étape du Gran Premio de la Bicicleta Eibarresa
  - 3e de la Subida al Naranco
  - 3e du championnat d'Espagne des régions
  - 9e du Tour d'Espagne
- 1966
  - 9e étape du Tour d'Espagne
  - Klasika Primavera
  - Tour de La Rioja
    - Classement général
    - 3e étape

  - Circuit de Getxo
  - Trofeo Jaumendreu
  - Prueba Villafranca de Ordizia
  - 3e de la Semaine catalane
  - 7e du Tour d'Espagne
- 1967
  -  Champion d'Espagne de la montagne (Grand Prix de Navarre)
  - Klasika Primavera
  - 2e étape du Tour d'Italie
  - 4e étape du Tour de Catalogne
  - 2e du Tour de Catalogne
  - 2e du GP Llodio
  - 2e du GP Vizcaya
- 1968
  - 2e du championnat d'Espagne sur route
  - 7e du Tour d'Espagne
- 1969
  - Tour d'Andalousie :
    - Classement général
    - 6e étape

  - Gran Premio Munecas :
    - Classement général
    - 1re et 2e étapes

  - 2eb étape du Tour des vallées minières
  - 2e du Trofeo Masferrer
  - 2e de la Klasika Primavera
- 1970
  - Grand Prix de Navarre
  - 2e du GP Llodio
  - 2e du GP Pascuas
- 1971
  - Prologue du Tour des Asturies
  - 2e du Tour des Asturies
  - 3e du Tour d'Aragon

## Résultats sur les grands tours

### Tour de France
5 participations
- 1963 : 29e
- 1965 : abandon (9e étape)
- 1966 : 11e
- 1968 : 11e
- 1969 : abandon (7e étape)

### Tour d'Espagne
12 participations
- 1960 : abandon (10e étape), vainqueur de la 5e étape
- 1961 : 5e
- 1962 : 18e, vainqueur de la 9e étape
- 1963 : 8e
- 1965 : 9e
- 1966 : 7e, vainqueur de la 9e étape
- 1968 : 7e
- 1967 : 19e
- 1969 : abandon (1reb étape)
- 1970 : 23e
- 1971 : 21e
- 1972 : 30e

### Tour d'Italie
2 participations
- 1964 : 20e
- 1967 : 13e, vainqueur de la 2e étape,  maillot rose pendant 3 jours